# Operazione Entebbe

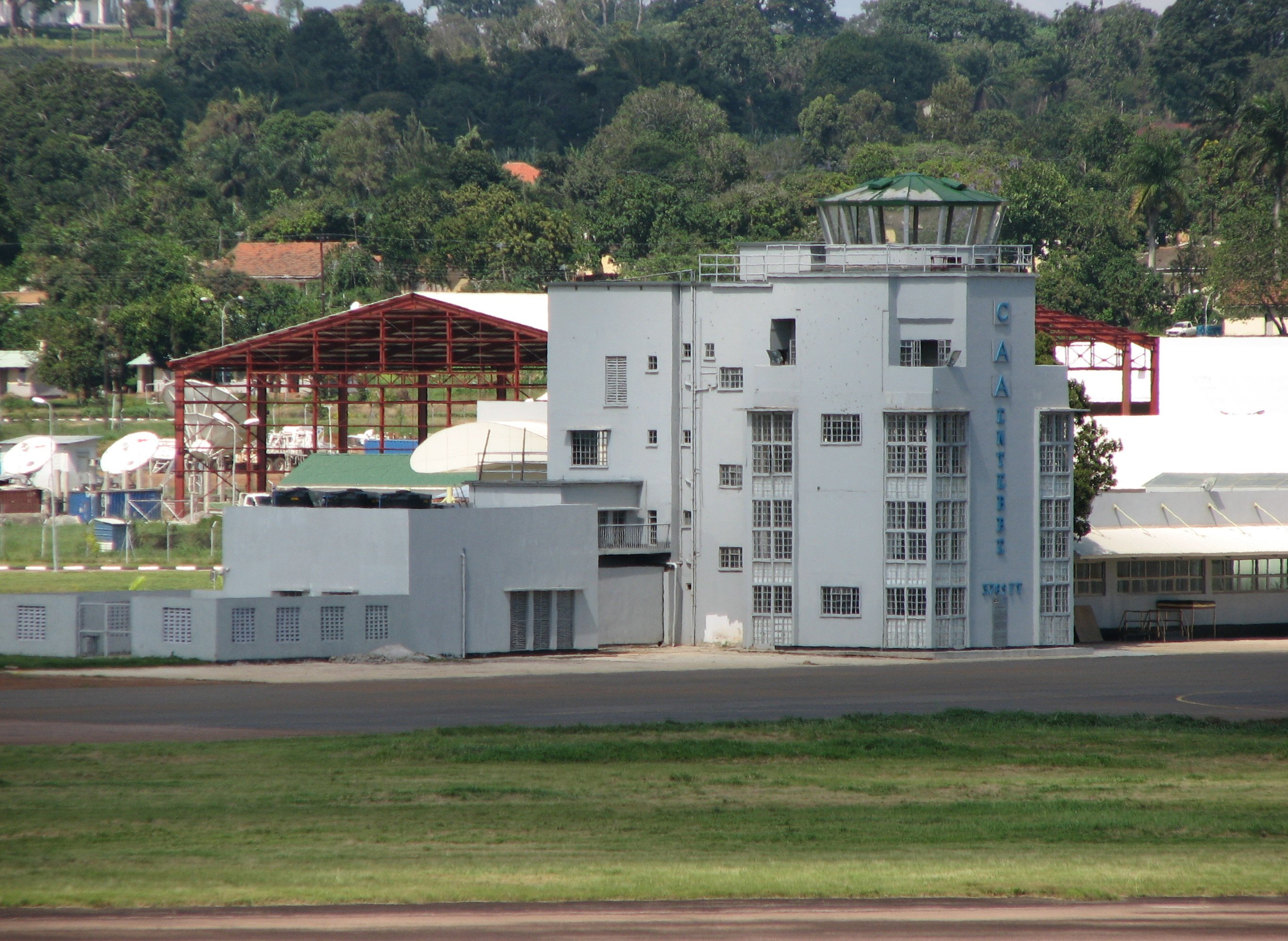
La torre di controllo del vecchio terminal dell'aeroporto di Entebbe

L'operazione Entebbe delle forze armate israeliane (IDF) ebbe luogo nella notte tra il 3 luglio ed il 4 luglio 1976, nell'aeroporto dell'omonima città ugandese.
I militari che la pianificarono e la condussero le diedero il nome di Mivtsa' Kadur Ha-ra'am, cioè operazione Fulmine (Thunderbolt in inglese). In onore del tenente colonnello Yonatan Netanyahu, comandante del gruppo d'assalto durante il raid ed unico militare israeliano a perdere la vita nell'azione, venne in seguito denominata anche Mivtsa‘ Yonatan (operazione Yonatan").

## Il dirottamento
Alle 12.30 del 27 giugno 1976, il volo 139 dell'Air France, un aereo Airbus A300 proveniente da Tel Aviv, decollò dall'aeroporto di Atene diretto a Parigi, con a bordo 248 passeggeri e dodici membri dell'equipaggio. Poco dopo la partenza, il volo venne dirottato da quattro terroristi. I dirottatori, due palestinesi appartenenti al Fronte Popolare per la Liberazione della Palestina (FPLP) e due tedeschi aderenti alle Revolutionäre Zellen, ordinarono al pilota di far rotta su Bengasi, in Libia. Qui l'aereo rimase a terra per sette ore, durante le quali fu effettuato il rifornimento; una donna, poiché finse di aver avuto un aborto spontaneo, venne liberata e lasciata tornare in Regno Unito.
In seguito l'Airbus venne fatto decollare dalla città libica per dirigersi verso Entebbe, in Uganda, dove atterrò alle 03:15 del 28 giugno. Il commando, infatti, fu appoggiato dal governo del dittatore ugandese Idi Amin, che simpatizzava per i terroristi palestinesi, sebbene originariamente fosse stato sostenuto da molti governi occidentali, Israele compreso. Le sue relazioni diplomatiche successivamente peggiorarono e il governo di Israele rifiutò ad Amin la vendita di velivoli di combattimento che sarebbero serviti per attaccare la Tanzania.
Fu il governo francese a sollecitare Idi Amin Dada ad accettare di ricevere l'aereo sequestrato, per impedire ai dirottatori di cercare rifugio in un paese più lontano con scarsi appoggi diplomatici. Il dittatore ugandese fu avvertito solo quando l'aereo stava già sorvolando Entebbe.
Ai dirottatori si aggiunsero dunque altri quattro terroristi. Il gruppo, guidato da Wilfried Böse (e non da Ilich Ramírez Sánchez, alias "Carlos lo Sciacallo", come talvolta si sostiene), chiese 5 milioni di dollari e la liberazione di quaranta palestinesi detenuti in Israele, oltre a quella di altri tredici che si trovavano nelle prigioni di Kenya, Francia, Svizzera e Germania in cambio della restituzione degli ostaggi; i terroristi dichiararono inoltre che l'ultimatum sarebbe scaduto il 1º luglio alle 14:00: se le loro richieste non fossero state eseguite per tempo, avrebbero iniziato a uccidere gli ostaggi.
Il giorno seguente, 29 giugno 1976, i dirottatori liberarono circa centoquaranta tra i passeggeri dell'Airbus, trattenendo almeno centocinque cittadini israeliani ed ebrei. Il comandante del volo, Michel Bacos, decise che, dal momento che tutti i passeggeri erano sotto la sua responsabilità, non ne avrebbe abbandonato alcuno e sarebbe rimasto con gli ostaggi; tutto l'equipaggio fu solidale con il comandante, rifiutando di partire con un altro aereo dell'Air France, giunto ad Entebbe per portare via gli ostaggi liberati. Anche una suora francese rifiutò di partire, insistendo che il suo posto doveva essere preso da un altro ostaggio, ma fu spinta a forza sull'aereo che attendeva i passeggeri liberati dai militari ugandesi. Gli ostaggi rimasti furono rinchiusi nel vecchio terminal dell'aeroporto.

## Il raid
Il governo di Israele iniziò le trattative per la liberazione degli ostaggi, studiando al contempo anche altre possibili soluzioni come l'intervento armato. Una volta ottenuti tre giorni di proroga rispetto all'ultimatum imposto, le alte sfere israeliane riuscirono a organizzare una missione di salvataggio degli ostaggi che dava buone possibilità di successo e che venne affidata ai militari.
Dopo alcuni giorni dedicati alla raccolta di informazioni ed alla preparazione, il 4 luglio quattro aerei da trasporto C-130 Hercules del Heyl Ha'Avir, l'Aeronautica militare israeliana, atterrarono di notte all'aeroporto di Entebbe, senza l'aiuto della torre di controllo. L'avvicinamento degli aerei fu fatto sfruttando le capacità di volo a bassa quota unite alle capacità di atterraggio su brevi piste. L'avvicinamento avvenne a fari di navigazione spenti e sfiorando la superficie del lago Victoria.
Un altro aereo militare israeliano, un Boeing 707 jet attrezzato per il pronto soccorso medico, atterrava nel frattempo all'aeroporto di Nairobi, in Kenya, mentre un altro aereo Boeing 707 attrezzato da centro di comando volante dirigeva l'operazione. Il governo keniota, avvisato da Israele e contrario al regime ugandese, aveva infatti dato il suo appoggio all'operazione. Erano impegnati nell'operazione oltre cento soldati delle IDF (in gran parte elementi del reparto speciale Sayeret Matkal) e, probabilmente, diversi agenti del Mossad.
Gli israeliani atterrarono alle 23.00 circa, con i portelli di carico già abbassati. Fu fatta scendere una Mercedes nera, con due Land Rover al seguito. L'automobile e le Land Rover dovevano simulare la visita dello stesso Amin, per distrarre l'attenzione degli ugandesi e dei terroristi dai militari che si stavano avvicinando al terminal. La Mercedes, originariamente di colore bianco, apparteneva a un civile israeliano ed era stata riverniciata di nero per il raid, con il presupposto che sarebbe stata restituita al legittimo proprietario, ignaro dell'uso al quale era destinata, con il colore originale. Mentre il convoglio si avvicinava, due sentinelle, che sapevano che recentemente Amin aveva cambiato la sua Mercedes nera con una bianca, ordinarono alle auto di fermarsi e furono immediatamente uccise dagli israeliani.
Gli ugandesi furono ingannati dal diversivo israeliano e lasciarono che il finto corteo presidenziale si avvicinasse fino al terminal in cui erano rinchiusi i passeggeri e l'equipaggio del volo 139. Gli israeliani scesero dai mezzi ed irruppero nell'edificio, urlando agli ostaggi di stare giù. L'avvertimento fu fatto in ebraico ed uno dei passeggeri, Jean Jacques Maimoni (19 anni), che forse non aveva compreso, si alzò, dirigendosi verso i militari appena entrati. Questi ultimi, pensando si trattasse di un terrorista, lo uccisero. La stessa sorte toccò ai tre dirottatori che, trovandosi nel salone, cercarono di resistere.
Un soldato, sempre in ebraico, chiese ai passeggeri dove fossero gli altri terroristi. Gli ostaggi indicarono una porta, che gli israeliani sfondarono, lanciando varie granate flash bang e lacrimogeni. Entrati nella stanza, i militari uccisero altri tre dirottatori, seduti attorno a un tavolo e ancora tramortiti dalle esplosioni. Gli israeliani tornarono quindi agli aerei su cui iniziarono a imbarcare gli ostaggi liberati.
Nel frattempo, diversi militari ugandesi, appostati nella vecchia torre di controllo adiacente al terminal, presero a sparare contro gli israeliani e gli ex ostaggi, in procinto di salire sui C-130. Gli israeliani interruppero l'imbarco e risposero immediatamente al fuoco con lanciarazzi, riuscendo quasi subito a neutralizzare le forze ugandesi. Nel corso di quest'ultima sparatoria, due ostaggi (Pasco Cohen, 52 anni, e Ida Borochowitz, 56) furono colpiti a morte, così come Yonatan Netanyahu, comandante israeliano sul campo e fratello del futuro leader del Likud e primo ministro Benjamin Netanyahu. Prima di decollare, un altro gruppo di incursori distrusse con esplosivo i caccia ugandesi MiG-17 che si trovavano sulla pista, per impedire ogni tentativo di inseguire gli Hercules, i quali, dopo una sosta tecnica a Nairobi, proseguirono il volo verso l'aeroporto di Tel Aviv.
L'incursione durò solo una trentina di minuti, durante i quali sei dirottatori vennero uccisi. Dei centotré ostaggi, morirono in tre, il primo ucciso per errore dagli israeliani, gli altri due colpiti dagli ugandesi durante lo scontro a fuoco prima dell'imbarco. Il tenente colonnello Netanyahu fu l'unico morto israeliano, mentre altri cinque soldati rimasero feriti, uno dei quali, Sorin Hershko, rimase invalido per le ferite riportate. Il numero delle perdite ugandesi non è certo e varia secondo le fonti, da una dozzina fino a quarantacinque circa. Si è sostenuto che gli israeliani durante l'operazione abbiano catturato alcuni terroristi, ma la notizia non ha ricevuto conferme.
Una passeggera settantacinquenne, Dora Bloch, durante il dirottamento si era sentita male e, al momento dell'attacco, si trovava ricoverata all'ospedale di Kampala. Nei giorni successivi il suo letto fu trovato vuoto e nessuno seppe più nulla di lei fino al 1979, quando, caduto il regime di Amin a seguito della guerra contro la Tanzania, vennero ritrovati i suoi resti. Nell'aprile del 1987, Henry Kyemba, all'epoca ministro della sanità ugandese, dichiarò alla Commissione dei Diritti Umani dell'Uganda che la Bloch era stata prelevata dal suo letto e in seguito assassinata da due ufficiali dell'esercito, che agirono per ordine di Amin.

## Analisi
Uno dei fatti determinanti per il successo dell'incursione fu che il terminal in cui vennero rinchiusi gli ostaggi era stato costruito anni prima da un'impresa israeliana. Questa aveva conservato i progetti e li fornì sollecitamente ai militari, i quali, con l'aiuto di alcuni tecnici che avevano diretto i lavori, costruirono una replica esatta dell'edificio aeroportuale.
Decisamente d'aiuto alla pianificazione del raid furono anche i ricordi degli ostaggi liberati il 29 giugno, interrogati a Parigi dai servizi d'informazione israeliani, che fornirono importanti dettagli in merito, per esempio, all'interno dell'edificio, al numero e all'organizzazione dei dirottatori, al coinvolgimento delle truppe ugandesi. I preparativi israeliani vennero condotti nella più stretta riservatezza. Ad esempio, gli operai civili che realizzarono la replica del terminal assieme ai militari “rimasero ospiti” di questi ultimi fino a operazione conclusa.
Prima di ordinare l'attacco, il governo israeliano effettuò diversi tentativi diplomatici per portare a casa gli ostaggi, per evitare di giungere ad una soluzione di forza. Molte fonti indicano che gli israeliani sarebbero stati disposti anche a rilasciare i prigionieri, nel caso l'opzione militare si fosse rivelata impraticabile. Un generale in pensione delle IDF, Chaim Bar-Lev, che conosceva personalmente il dittatore ugandese, ebbe con lui diverse conversazioni telefoniche, senza raggiungere alcun risultato.

## Ulteriori sviluppi
Il governo dell'Uganda chiese che fosse convocato il Consiglio di Sicurezza delle Nazioni Unite, per condannare il raid israeliano, in quanto violazione della sovranità ugandese. Il Consiglio di Sicurezza non approvò alcuna risoluzione.
Per essersi rifiutato di abbandonare i passeggeri rimasti in ostaggio, il capitano Bacos ricevette una nota di biasimo dai suoi superiori e fu sospeso dal servizio per un periodo. Tuttavia, egli ricevette nello stesso anno la Legion d'onore dal Presidente Valéry Giscard d'Estaing e in seguito un'onorificenza da parte dell'organizzazione ebraica B'nai B'rith. Tutti i membri dell'equipaggio dell'aeromobile ricevettero inoltre un'onorificenza da parte dello Stato di Israele.

## Nazionalità
| Nazionalità    | Passeggeri | Equipaggio | Totale |
| -------------- | ---------- | ---------- | ------ |
| Belgio         | 4          | 0          | 4      |
| Danimarca      | 2          | 0          | 2      |
| Francia        | 42         | 12         | 54     |
| Grecia         | 25         | 0          | 25     |
| Germania Ovest | 1          | 0          | 1      |
| Israele        | 94         | 0          | 94     |
| Italia         | 9          | 0          | 9      |
| Giappone       | 1          | 0          | 1      |
| Corea del Sud  | 1          | 0          | 1      |
| Spagna         | 5          | 0          | 5      |
| Regno Unito    | 30         | 0          | 30     |
| Stati Uniti    | 34         | 0          | 34     |
| Totale         | 248        | 12         | 260    |

## Filmografia
I fatti di Entebbe diventarono materia d'ispirazione per quattro film, di cui due statunitensi ed uno israeliano:
- La lunga notte di Entebbe (Victory at Entebbe), regia di Marvin J. Chomsky (1976)
- I leoni della guerra (Raid on Entebbe), regia di Irvin Kershner (1977)
- La notte dei falchi (Mivtsa Yonatan), regia di Menahem Golan (1977)
- 7 giorni a Entebbe (Entebbe), regia di José Padilha (2018)

L'episodio è anche presente ne L'ultimo re di Scozia (2006).